# Aretace
Aretace znamená mechanické zajištění polohy. Jedná se o ochranu proti samovolné změně této polohy. Obvykle se o aretaci mluví v kontextu zamčení sevření pohyblivé části daného přístroje. 
Aretací jsou často vybavena měřící zařízení, jejichž citlivé části právě tato součást ochraňuje v období, kdy se přístroj nepoužívá, nebo při jeho transportu. 
Jedná se například o kompas, váhy, galvanometr a jiná zařízení. 